# うてなまりえ
うてな まりえ（1987年6月1日 - ）は、日本の女性タレント、モデル。愛称はまりんぼ。東京都出身。
過去には、アリス十番、チェリーブロッサム、トッピング☆ガールズ2.0、イエロー☆キャンドル、カマトト、等アイドルグループのメンバーとして活動していたこともある。

## 来歴
- 大学で幼稚園教諭の資格を取得。2年間は幼稚園で働く。
- 2010年頃より、モデル活動を始める。
- 2011年4月より、芸能事務所アリスプロジェクト(AliceProject) に所属し、6月11日にチェリーブロッサムのメンバーとしてデビューライブを行う。モデルの仕事もしていたため、ユニットメンバーで唯一、茶髪が許されていた。アリスプロジェクト所属時代は氏名表記が漢字（臺 真理絵）だった。8月17日、お台場合衆国でアリス十番のメンバーとしてデビューライブを行う。8月27日-28日、TOKYO IDOL FESTIVAL 2011でアリス十番メンバーとしてライブを行う。8月28日、月刊MelodiX!でアリス十番として初の地上波デビュー。10月30日より、桜のどか、渡辺まありと共にトッピング☆ガールズに加入。
- 2012年3月29日、アリスプロジェクトを解雇処分。[1][2]
- 以後約2年間、一般人として生活。1年間は引きこもり、1年間は子供向けのアパレルの仕事に就く。
- 2014年4月、「Pallet Cafe（パレット カフェ）」店員として、人前に復活する。モデルとして再デビューする。7月27日から、東京女子荘に出演。9月28日、しまのわご当地フェスティバルin今治にて、イエロー☆キャンドルデビューライブ。アイドルとして再デビューする。9月30日、CLUBCITTA'川崎にて、関東初ライブ。10月2日、渋谷club asiaにて、東京初ライブ。11月11日、LIQUIDROOMにて、仮面女子：アリス十番との初の対バンライブ。12月27日、渋谷REXにて、イエロー☆キャンドル初のワンマンライブ。
- 2015年3月12日、イエロー☆キャンドル活動休止。7月17日から、セフィロティックツリー（Sephirothic Tree）キャスト。
- 2016年4月26日、アイドルユニット・カマトト加入[3]、渋谷o-nestにて初ライブ。6月26日、カマトトを卒業[4]（本人の生誕ワンマンライブが行われた）。9月25日、藤本めぐみ生誕祭ライブにて、ニコニコ生放送の番組、ザ・王国エンターテイメントにて制作された自身初のオリジナルソロ曲、「煌くいばらロード」を発表。同時に、自身がプロデュースするオリジナルリボンブランド、chouchou de matin（シュシュデマタン）の立ち上げを発表、ペン、ノート、リボンをプレ販売。

## 人物
- 趣味： 色彩表を眺めること
- 好きな食べ物： スイカ
- 好きな物： キキララ

## 出演

### 映画
- 「クロサギ」キャバ嬢役
- 「花より男子ファイナル」受付嬢役
- 「携帯彼女」

### TV
- CX「ウォーターボーイズ」宣伝用VTR
- CX「めだか」生徒役
- CX「水10!ココリコミラクルタイプ」コント出演
- TBS「特急田中3号」ウエイトレス役
- TBS「冗談じゃない!」エキストラ出演
- TBS「肩ごしの恋人」クラブで踊る若者
- TBS「山田太郎ものがたり」エキストラ出演
- TBS「クロサギ」エキストラ出演
- TBS「ルーキーズ」生徒役
- TBS「魔王」エキストラ出演
- TBS「流星の絆」エキストラ出演
- TBS「スマイル」エキストラ出演
- TBS「おひとりさま」クラブで踊る若者
- NTV「シアワセ結婚相談所」再現VTR MAXリナ役
- TBS「ブラディマンディ」エキストラ出演
- TX「月刊MelodiX!」
- CX「水球ヤンキース」（2014年）

### WEB
- テレビ朝日版 美人時計
- ファッションwebサイト「亜洲生活」専属モデル
- ニコニコ生放送「東京女子荘」
- スティッカム「☆Yellow☆PARTY☆―私はアナタだけのもの☆」（イエロー☆キャンドル公式番組）

### 雑誌
- 集英社「SEVEN TEEN」
- スタンダードマガジン「bea’s UP」読者モデル
- 扶桑社「週刊SPA!」